# Парнас (титул)
Парнас (также парнес; ивр. פַּרְנָס‎) — титул попечителя (старшины или полномочного представителя) еврейской общины.
В Таргуме оно однозначно со словами, обозначающими «правителей», «управляющих» (см. Ис. 22:15; Зах. 10:4), и часто встречается в талмудической литературе:
- то как имя существительное, означая «главу общины» (ивр. פרנס העדה‎), или даже «главу всего народа», פרנס הדור‎,
- то как глагол — «кормить, содержать»; отсюда и производное существительное «парнаса» פרנסה‎ = «содержание», «пропитание», также «заработок»[1].

В некоторых новейших языках слово введено в качестве юридического термина. Например, в форме «barnos» оно встречается в Баварском эдикте 10 июня 1813 г. (§ 30). В голландском законодательстве, по крайней мере, во время Наполеона, это слово встречалось в форме «parnassijns».
Кёльнский «Judenschreinsbuch», содержащий некоторые еврейские документы XIII и XIV вв., подписанные уполномоченными духовных общин как официальными должностными лицами, совершенно не пользуется этим термином. Не встречается он и в поминальных книгах, так называемых «Меморбух» (букв. «памятная книга»), и только один раз попадается в поминальной книге Вормса 1349 г., между тем как выражение «раввин» встречается очень часто.
В Англии слово «парнас» употреблялось в качестве прозвища.
На могильных камнях в Праге «парнас» встречается редко и притом всегда как дополнение к таким синонимам, как manhig, «габбай», «примус» и проч. На могильных камнях во Франкфурте-на-Майне впервые это слово упоминается в 1530 году.
В талмудических источниках «парнас» обозначало и религиозного главу, и администратора общины. Известие об избрании парнасом духовной общины рабби Акибы (II век) свидетельствует, что в то время существовал обычай избирать главой духовной общины выдающегося учёного. Это, вероятно, было общим правилом вплоть до XV века. Об этом говорят подписи на документах в «Judenschreinsbuch», а также и обычай на Востоке соединять главенство в религиозных и светских делах в одном лице.